# Neussargues-Moissac
Neussargues-Moissac è un comune francese di 987 abitanti situato nel dipartimento del Cantal nella regione dell'Alvernia-Rodano-Alpi.

## Società

### Evoluzione demografica
Abitanti censiti